# Muséum d'histoire naturelle de Grenoble
Le muséum d'histoire naturelle de Grenoble est un musée municipal fondé en 1851 à Grenoble. Depuis l'ouverture du bâtiment en 1855, il présente au public un riche patrimoine naturel, notamment alpin. Ses collections sont composées d'un million et demi d'objets et de spécimens dans les disciplines de la botanique, de la zoologie, de la géologie ou encore de l'ethnologie.
Les façades et les toitures en bordure du jardin des Plantes qui jouxte l'établissement font l’objet d’une inscription au titre des monuments historiques depuis le 24 janvier 1944.

## Historique

### Le Cabinet d’histoire naturelle de Grenoble
En 1772, des notables grenoblois, parmi lesquels se trouve le docteur Henri Gagnon (1728-1813), grand-père maternel de Stendhal, lancent une souscription visant à faire l’acquisition de la bibliothèque de feu Monseigneur Jean de Caulet, évêque de Grenoble. Grâce à ce fonds, une bibliothèque publique sera créée l’année suivante dans l’ancien collège des Jésuites (actuel lycée Stendhal).
Le docteur Gagnon rédige un mémoire adressé au conseil de direction de la bibliothèque pour qu’y soit annexé un Cabinet d’histoire naturelle. En 1775 est publié un « prospectus pour l’établissement d’un Cabinet d’histoire naturelle ». Le texte déclare notamment : À peine jouit-on des avantages que procure une Bibliothèque publique, qu’on désire voir former tous les établissements qui peuvent faciliter le progrès des connaissances : celui d’un Cabinet d’Histoire Naturelle est tellement attendu que beaucoup de citoyens éclairés et des personnes en place ont déjà fait des collections particulières, qui par leur réunion sont en état de former une suite intéressante. […] Dès que le projet de joindre à la Bibliothèque publique un Cabinet d’Histoire naturelle a été formé, MM. les Administrateurs du Collège se sont empressés d’y coopérer par la concession d’un local vaste, commode et attenant à la Bibliothèque. 
Le père Étienne Ducros, ami et protégé d’Henri Gagnon, devient le second bibliothécaire et premier « garde du cabinet d’histoire naturelle », installé alors dans le collège des Jésuites et contigu à la bibliothèque publique.
Les collections du père Ducros lui-même, les minéraux de Christophe Pajot de Marcheval (1724-1792), Intendant du Dauphiné, le cabinet de curiosités de Joseph-Claude Raby, ainsi que les objets du cabinet de curiosités de l’abbaye de Saint-Antoine cédés le 25 septembre 1777 par son dernier abbé, Jean Marie Navarre,, constituent les premières collections.
Jacques-Joseph Champollion-Figeac de 1807 à 1816 puis Pierre Antoine Amédée Ducoin (1777-1851) de 1816 à 1825 se succèdent ensuite à la tête de la Bibliothèque de Grenoble et donc du Cabinet d'histoire naturelle (il faut entendre à l'époque "Bibliothèque" comme bibliothèque ET cabinet d'histoire naturelle). L’institution tout d'abord privée devient municipale en 1814.
Le médecin Albin Crépu (1799-1859) devient à son tour garde du Cabinet d'histoire naturelle de Grenoble à partir de 1825. Il exerce jusqu’en 1847 la double fonction de garde du Cabinet d’histoire naturelle et de professeur de botanique au Jardin des plantes. C’est sous sa direction que la Ville de Grenoble fera l’acquisition de l’herbier de Dominique Villars (1745-1814).
En 1847, Albin Crépu est évincé au profit de Louis Hippolyte Bouteille (1804-1881).

### Le muséum dans ses locaux actuels

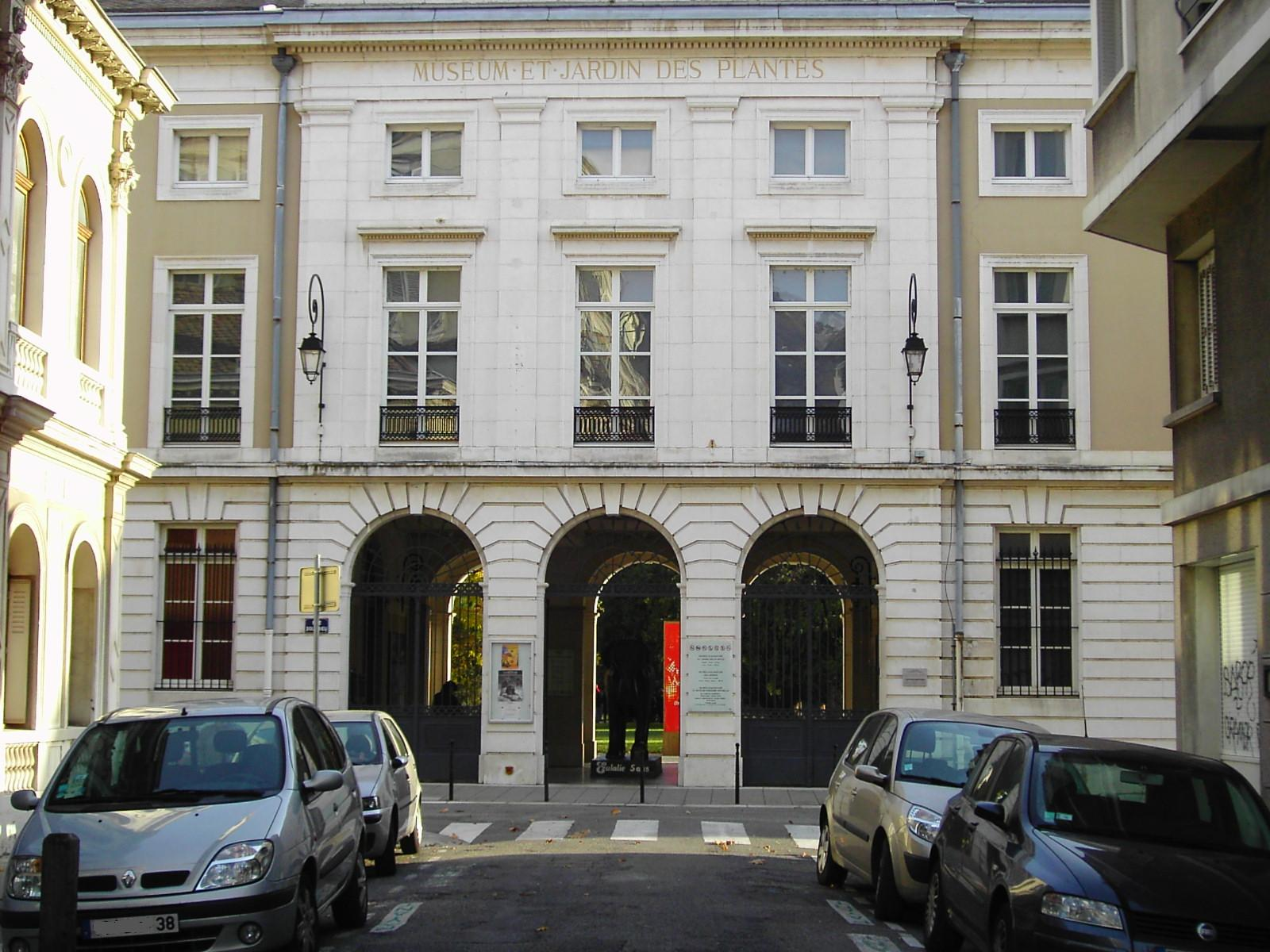
Façade sur la rue Dolomieu

Le 9 juin 1845, le maire de Grenoble, Frédéric Taulier, fait un exposé au conseil municipal sur la création d'un nouveau bâtiment pour les collections du musée. Le 3 décembre, il prend la décision d’agrandir le Cabinet. Changement de taille et de lieu, mais aussi de nom : le Cabinet devient Muséum.
Le nouveau bâtiment est construit dans le Jardin botanique de Grenoble installé depuis 1844 dans la propriété dite de Bois-Rolland, en périphérie de la ville près des remparts (actuelle rue Dolomieu) grâce à une souscription des grenoblois. Ce jardin botanique créé en 1782 par l'Intendant Pajot de Marcheval et dirigé par Dominique Villars était initialement situé près de la porte de Bonne. Pourtant un nouvel Intendant, Caze de la Bove, projette en 1786 de le transférer à La Tronche. Mais la Révolution en décide autrement puisque le maire Joseph Marie de Barral rachète les terrains à La Tronche et transfère le jardin en 1793 dans le faubourg Saint-Joseph à l'intérieur de l'enclos du dépôt de mendicité. Finalement, ce jardin est définitivement installé sur son site actuel en 1844.

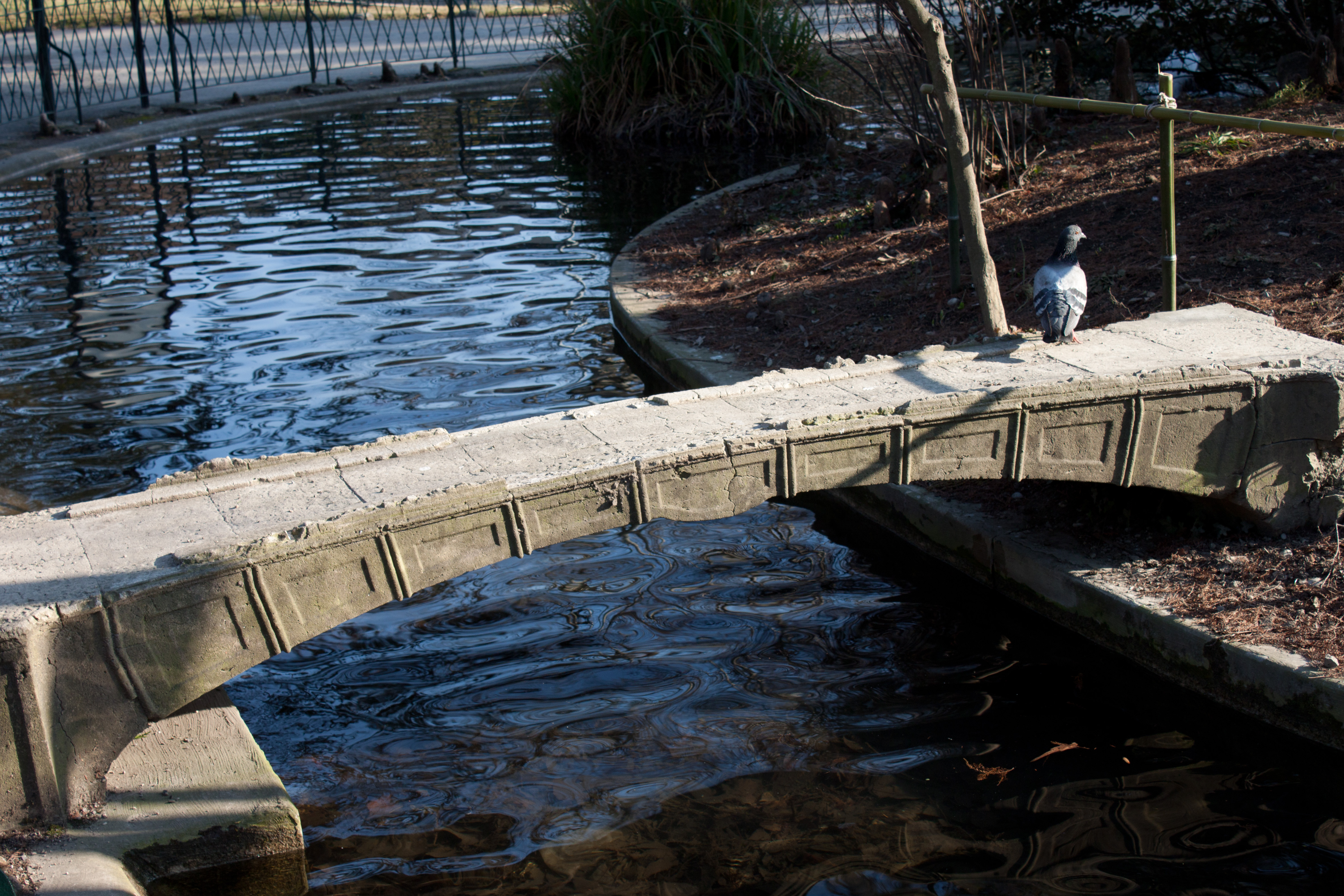
Le pont du Jardin des plantes.

En ordre toscan, le bâtiment conçu par l’architecte municipal Paul Benoît Barillon voit la pose de sa première pierre le 25 janvier 1849 et est achevé en 1855 sous la municipalité de Louis Crozet. Une colonnade en pierre de l'Échaillon orne la façade côté parc. Une longue salle ornée de boiseries et entourée d’une mezzanine occupe toute la longueur du premier étage. À partir de 1871, seize médaillons en terre cuite qui ont été commandés au sculpteur Charles Aimé Irvoy (1824-1898) complètent la décoration de la salle : ils représentent les portraits de scientifiques de diverses époques et nationalités, depuis Aristote jusqu’à Coenraad Jacob Temminck (1778-1858), en passant par Dominique Villars (1745-1814) ou Alexander von Humboldt (1769-1859).
Le jardin comporte une petite rivière artificielle franchie par le premier ouvrage au monde en béton coulé, construit en 1855 par Joseph et Louis Vicat. Un parc zoologique est créé dans le Jardin des plantes. Les différents conservateurs qui se succéderont à la tête du muséum seront également chargés du zoo, jusqu’à l’extinction progressive de ce dernier à partir de la Seconde guerre mondiale. Aujourd'hui, un triceratops en résine permet aux enfants de monter dessus.

### La rénovation (1986-1989)

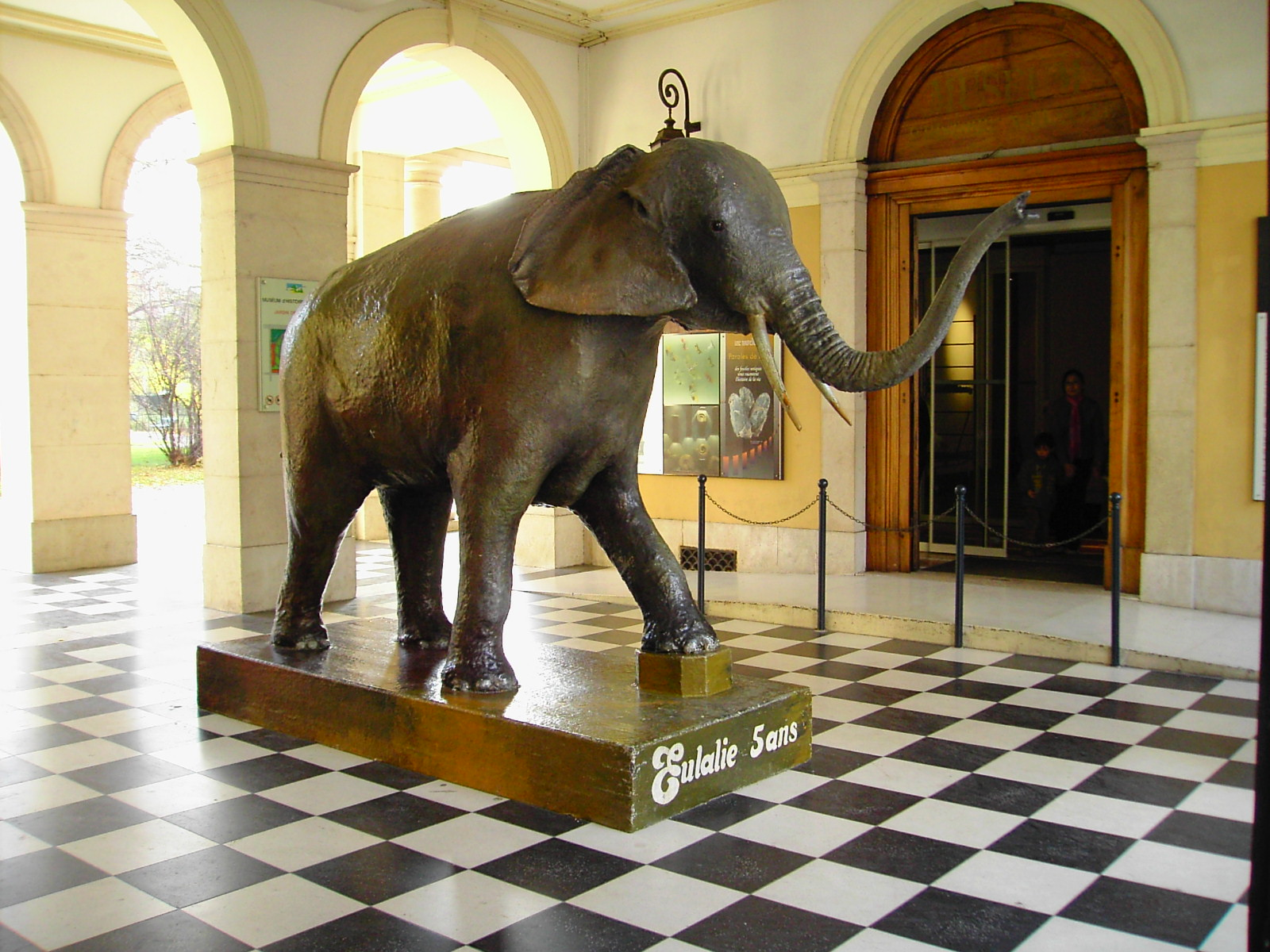
L'éléphante Eulalie à l'entrée.

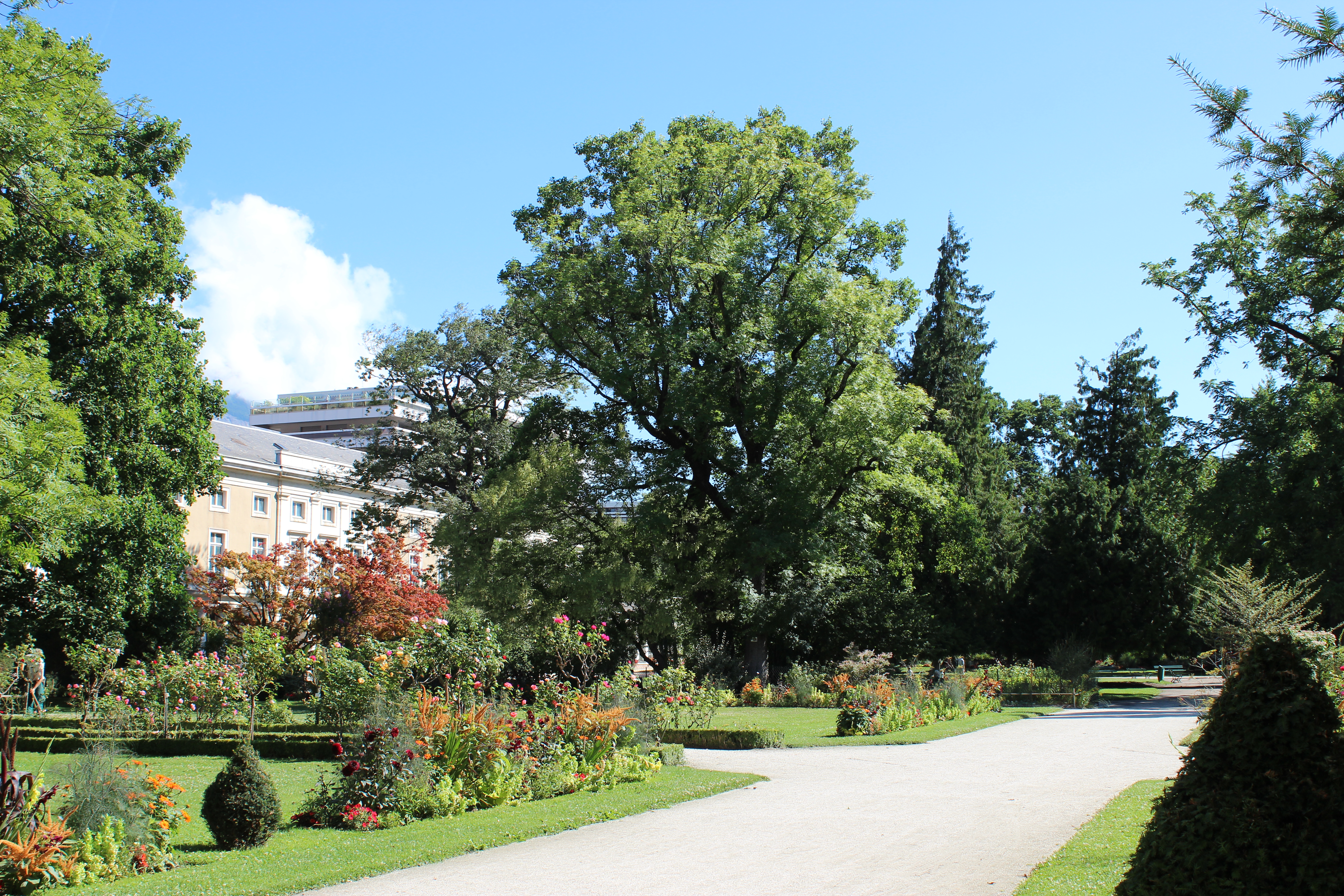
Le jardin des plantes.

L’encombrement progressif des salles sous l’afflux des collections et le vieillissement de ces dernières ont fini par rendre indispensable une restauration complète des salles d'expositions. Le muséum de Grenoble est parmi les premiers muséums de province à procéder à cette lourde opération. La grande salle et ses boiseries ont été conservées, les grandes vitrines dans lesquelles s’accumulaient les spécimens étant pour la plupart remplacées par des dioramas au style épuré. Une jeune éléphante, baptisée pour l'occasion Eulalie, commandée sur catalogue en 1878, accueille désormais les visiteurs.
À l'intérieur du périmètre des 2,3 hectares du Jardin des plantes Joséphine Baker, un nouveau bâtiment à la façade incurvée, qui abrite l'administration ainsi qu'une salle de conférence, est inauguré en novembre 1988 par le conservateur Armand Fayard et le maire Alain Carignon. À proximité, le bâtiment de l’orangerie, construit peu après le muséum, est réservé aux expositions temporaires. À l'autre extrémité du jardin, sont installées des serres botaniques. Le coût total de ces travaux est de 32 millions de francs.

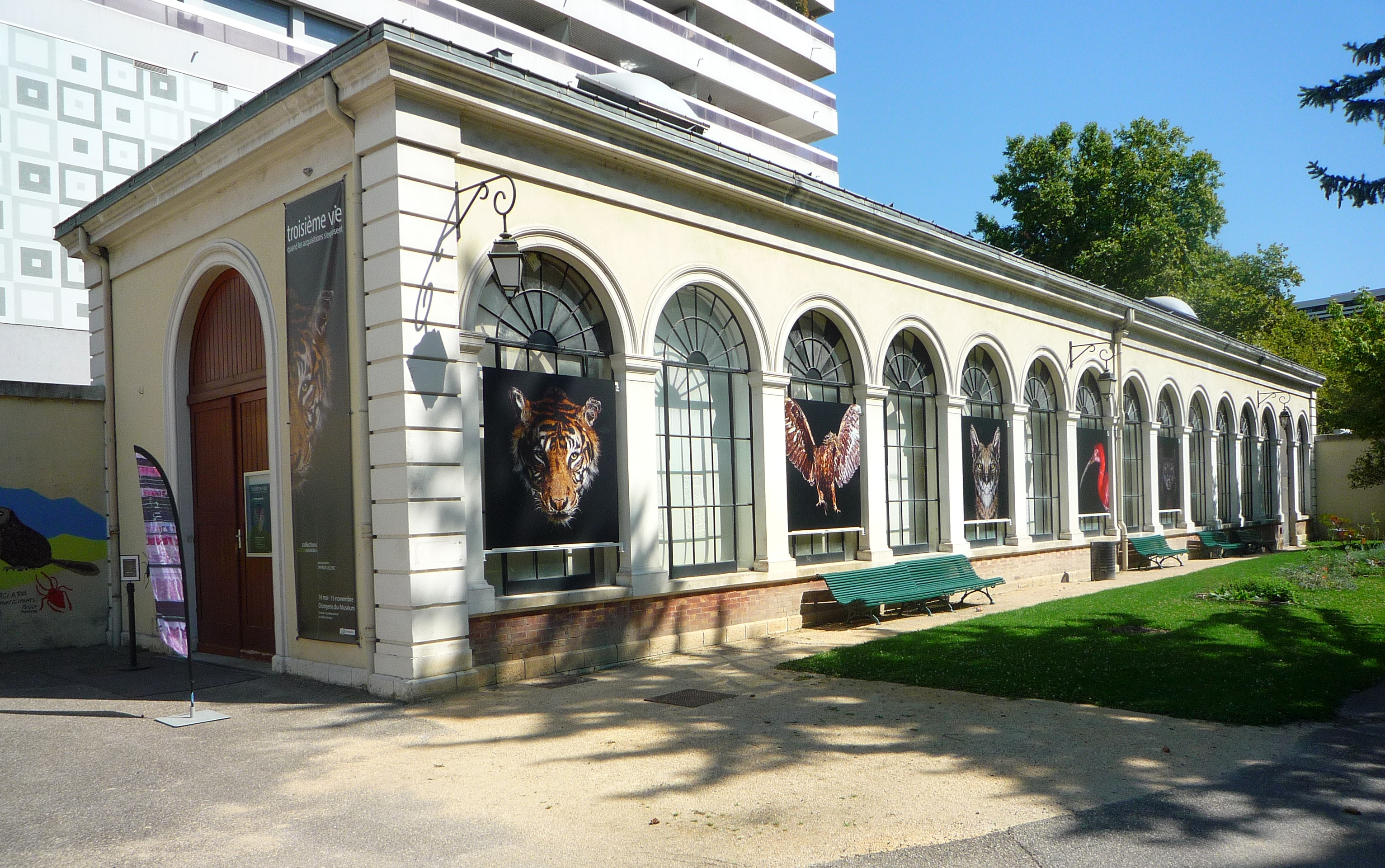
L'Orangerie du muséum.

Dans le hall d'accueil, une géode d'améthyste de plus d'un mètre de haut et d'un poids de 500 kg accueille les visiteurs. De couleur violacée et en provenance du Brésil, elle a été acquise en 2007 par le muséum. Les expositions permanentes actuellement visibles par le public sont  la faune alpine (Montagne vivante), la géologie régionale (Genèse des Alpes), la minéralogie régionale (Sites minéralogiques), la minéralogie internationale (Cristal Symphonie), les espèces menacées et éteintes (Ils disparaissent de l'échiquier), l'entomologie (Le carnaval des insectes) et la paléontologie (Paroles de terre).
Le muséum dispose d'une bibliothèque scientifique publique, spécialisée dans le domaine des sciences de la nature, et riche d'un fonds patrimonial important. En 2015, une exposition spécifique installée dans l'orangerie retrace les acquisitions du muséum depuis une vingtaine d'années de minéraux, d'animaux naturalisés et de plantes . La fréquentation annuelle moyenne des dernières années est d'environ 80 000 visiteurs. Par ailleurs, depuis 1980, le muséum héberge une association culturelle soutenant ses activités sous l'appellation Les Amis du Museum d'histoire naturelle de Grenoble.

## Gardes et conservateurs du Cabinet puis du Muséum

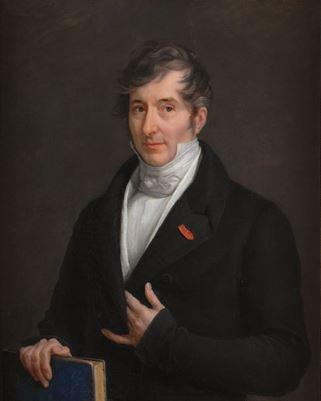
Jacques-Joseph Champollion-Figeac

- 1775-1807 : Étienne Ducros (1735-1814)[12].
- 1808-1816 : Jacques Joseph Champollion-Figeac (1778-1867). Secondé par son frère Jean-François Champollion de 1811 à 1816.
- 1816-1819 : Amédée Ducoin
- 1819-1821 : Jacques Joseph Champollion-Figeac, secondé par son frère Jean-François Champollion.
- 1825-1847 : Albin Crépu (1799-1859)
- 1847-1881 : Louis Hippolyte Bouteille (1804-1881)
- 1881-1885 : Léon Penet (1836-1888)
- 1885-1887 : Adolphe Pellat
- 1887-1919 : Louis Rérolle (1849-1928)
- 1919-1940 : Victor Piraud (1878-1955)[13].
- 1940-1978 : Maurice Breistroffer (1910-1986)
- 1979-2010 : Armand Fayard (1946- )[14]
- 2011-2019 : Catherine Gauthier[15].
- 2019- En cours : Rebecca Bilon[16].

## Collections importantes
Depuis janvier 2019, une partie des collections du muséum de Grenoble est accessible en ligne sur un portail dédié.
- Dominique Villars (1745-1814) (botanique)
- Auguste Mutel (1795-1847) (botanique)
- Casimir Arvet-Touvet (1841-1913) (botanique)
- Émile Gueymard (1788-1869) (géologie)
- Albin Gras (géologie)
- Joseph Jacquet (1872-1946) (entomologie)
- Victor Guédel (1850-1938) (entomologie)
- Louis Lavauden (1881-1935) (zoologie)
- Marcel Couturier (1897-1973) (zoologie)
- Clot-Bey  (1793-1868) (zoologie)
- Louis Arnoux (1814-1867) (zoologie, ethnologie océanienne)
- Comte Louis de Saint-Ferriol (1814-1877) (ethnologie, zoologie)

## Fréquentation
| 2001   | 2002   | 2003   | 2004   | 2005   | 2006   | 2007   | 2008   | 2009   | 2010   | 2011   | 2012   | 2013   | 2014    | 2015   | 2016   | 2017   | 2018    |
| ------ | ------ | ------ | ------ | ------ | ------ | ------ | ------ | ------ | ------ | ------ | ------ | ------ | ------- | ------ | ------ | ------ | ------- |
| 68 421 | 73 375 | 62 792 | 78 726 | 79 676 | 66 782 | 98 448 | 90 124 | 91 479 | 87 437 | 66 990 | 71 546 | 69 017 | 102 067 | 91 382 | 94 067 | 71 834 | 104 732 |

## Situation et accès
Situé non loin du centre-ville et à proximité de la place de Verdun, ainsi que de l'hôtel de ville de Grenoble, le muséum est desservi par la ligne C du tramway de Grenoble (station Grenoble Hôtel de ville), par la ligne de bus C1 (arrêt Grenoble Hôtel de ville) et par les lignes de bus Proximo 12, 14 et 15, (arrêt Bir-Hakeim).